# فیروزآباد (دامغان)
فیروز آباد روستایی در دهستان حومه بخش مرکزی شهرستان دامغان استان سمنان ایران است.

## جمعیت
بر پایه سرشماری عمومی نفوس و مسکن در سال ۱۳۹۵ جمعیت این روستا ۴۱۷ نفر (در ۱۴۶ خانوار) بوده است.